# Сальвадорский колон
Сальвадо́рский коло́н (исп. Colón salvadoreño) — валюта Сальвадора с 1919 по 2004 год. В одном колоне — 100 сентаво.
Назван в честь Христофора Колумба (по-испански Кристобаль Колон). На всех без исключения выпущенных купюрах колонов на оборотной стороне помещался портрет молодого либо пожилого Колумба.

## История
В начале 1890-х годов на территории Сальвадора находились в обращении монеты различного происхождения и формы, непостоянного веса и пробы (moneda macuquina, moneda vencilla), а также денежные средства иных государств — «североамериканский доллар, чилийская, перуанская монета, гватемальская золотая монета».
1 октября 1892 года правительством страны было принято решение о замене находившегося в обращении с XIX века по 1919 год сальвадорского песо, однако денежная реформа состоялась в 1919 году. Первоначальный обменный курс был установлен на уроне 2 колона = 1 доллар США. Кроме того, до 1920-х годов в обращении оставались золотые и серебряные монеты «тостоны» (tostón).
В 1921 году правительство провело финансовую реформу, в соответствии с которой из обращения выводили старинные монеты: «куартилос», «расионес», «медиос» и «реалес». Реформу поддержали банки, однако крестьяне и мелкие торговцы (для которых золотые и серебряные монеты были не только платежным средством, но и основным средством сбережений и накоплений) выступили против, по стране прокатились стихийные волнения, в ходе которых было убито несколько протестующих и полицейских.
В 1931 году правительство отказалось от золотого стандарта, и в 1934 году обменный курс составлял 2,5 колона за 1 доллар США.

## Монеты и банкноты
Первоначально банкноты выпускались тремя частными банками (Banco Salvadoreño, Banco Occidental и Banco Agricola Comercial), однако с 19 июня 1934 года единственным эмитентом стал Центральный резервный банк Сальвадора (Banco Central de Reserva de El Salvador).
Центральный банк печатал банкноты номиналом 1, 2, 5, 10, 25 и 100 колонов.
С 1940-х годов по 1968 год экономика Сальвадора развивалась достаточно устойчиво, главным образом за счёт экспортных отраслей сельского хозяйства и отчасти — обрабатывающей промышленности. Но летом 1969 года, после войны с Гондурасом, страна оказалась в сложном положении: ценой военной победы стало осложнение дипломатических отношений с соседними странами, экономические затруднения и необходимость размещения на своей территории значительного количества беженцев.

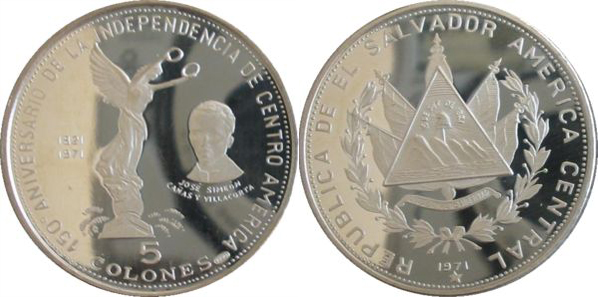
Серебряная монета 5 колонов с изображением Монумента независимости в Сан-Сальвадоре и герба страны, 1971

В 1979—1992 годах ситуация ещё более обострилась; затяжная гражданская война привела к разрушению экономики страны, образованию колоссальной внешней задолженности, которую следовало выплачивать (правительство США оказало Сальвадору финансовую и экономическую помощь в размере более 4,5 млрд долларов, кроме того, были сделаны займы в других странах и у международных кредитно-финансовых институтов — например, долгосрочный заём на 81 млн долларов у Международного валютного фонда, заём на 21 млн долларов в Израиле, также имелась задолженность перед Гватемалой в объёме около 20 млн долларов). В результате страна оказалась неспособна поддерживать курс национальной валюты: если по состоянию на начало 1988 года обменный курс составлял 5 колонов за 1 доллар США, то в 1992 году инфляция составила более 20 %.
В 1976 году из обращения были выведены банкноты в 2 колона, в 1982 — 1 колон, в 1995 году — 50 колонов, в 1997 году — 200 колонов.
В 1990—2004 годах в обращении находились: монеты номиналом 1, 2, 3, 5, 10, 25 и 50 сентаво и 1 колон; банкноты номиналом 5, 10, 25, 50, 100 и 200 колонов.

## Дизайн изображений лицевой стороны1 колона
|                    |                    |             |             |      |      |
| Аверс: 1959 и 1963 | Аверс: 1959 и 1963 | 1964 и 1972 | 1964 и 1972 | 1977 | 1977 |

## Отказ от национальной валюты
В 2001 году правительство Сальвадора решило к 2003 году полностью отказаться от национальной валюты и эмиссии денег.
С января 2001 года в обращение в качестве основной валюты введён доллар США; в 2004 году колон был полностью выведен из оборота.
С начала 2004 года по настоящее время в стране ходит только доллар США, эмитируемый Федеральной резервной системой; в настоящий момент сальвадорское правительство никак не контролирует денежную массу в стране. Сейчас на территории Сальвадора колон полностью прекратил хождение, все сделки и официальные цены оформляются в долларах. Некоторые цены в частных магазинах «по привычке» выставляются и в долларах, и в колонах.
В момент отказа от колона его обменный курс составлял 8,75 за один доллар США.

### Выпуск 1999 года
| Лицевая сторона | Реверс | Описание и размеры                                                             | Примечание                                               |
| --------------- | ------ | ------------------------------------------------------------------------------ | -------------------------------------------------------- |
| 5 колонов       |        |                                                                                |                                                          |
|                 |        | Национальный дворец в Сан-Сальвадоре                                           | Все клише банкнот 1997 г.                                |
| 10 колонов      |        |                                                                                |                                                          |
|                 |        | Вулкан Исалько                                                                 | На реверсе всех купюр изображён молодой Христофор Колумб |
| 25 колонов      |        |                                                                                |                                                          |
|                 |        | Пирамида майя в Сан-Андресе                                                    |                                                          |
| 50 колонов      |        |                                                                                |                                                          |
|                 |        | Озеро Коатепек                                                                 |                                                          |
| 100 колонов     |        |                                                                                |                                                          |
|                 |        | Пирамида майя в Тасумале                                                       |                                                          |
| 200 колонов     |        |                                                                                |                                                          |
|                 |        | Памятник Божественному спасителю мира (Monumento al Divino Salvador del Mundo) |                                                          |

## Христофор Колумбна колонах
|                              |                              |                |                |
| Реверс: 1 колон, 1920 и 1956 | Реверс: 1 колон, 1920 и 1956 | 5, 1983 и 1990 | 5, 1983 и 1990 |

|                 |                 |                    |                    |
| 10, 1968 и 1974 | 10, 1968 и 1974 | 10, 1999 и 2, 1976 | 10, 1999 и 2, 1976 |

|                     |                     |                  |                  |
| 25, 1994 и 50, 1995 | 25, 1994 и 50, 1995 | 100, 1965 и 1983 | 100, 1965 и 1983 |

## Режим валютного курса
Курс колона привязан к доллару США (код ISO 4217 — USD) в соотношении 8,75:1.